# Małgorzata Rusak
Małgorzata Rusak (z domu Suchowierska, ur. 1972) – polski naukowiec, diagnosta laboratoryjny, dr hab. nauk medycznych, adiunkt Zakładu Diagnostyki  Hematologicznej Uniwersytetu Medycznego w Białymstoku (UMB)

## Życiorys
W 1999 ukończyła analitykę medyczną na Akademii Medycznej w Białymstoku i od tamtej pory nieprzerwanie związana jest ze swoją Alma Mater. W 2006 pod kierunkiem dr hab. Mileny Dąbrowskiej obroniła pracę doktorską pt. „Apoptoza oraz aktywność ERK i JNK w leukocytach chorych z ostrą białaczka szpikową”. W 2018 na podstawie osiągnięć naukowych i złożonej rozprawy „Antygeny limfocytarne jako biomarkery zaburzeń immunologicznych.” otrzymała stopień naukowy doktora habilitowanego nauk medycznych. Pełni funkcję przewodniczącej Białostockiego Oddziału Polskiego Towarzystwa Diagnostyki Laboratoryjnej, jak i jest członkiem zarządu głównego PTDL. W latach 2019-2022 pełniła funkcję wiceprezesa Krajowej Izby Diagnostów Laboratoryjnych